# Anastasiia Maksimova
Anastasiia Ivanonvna Maksimova (en russe : Анастасия Ивановна Максимова) est une gymnaste rythmique russe, née le 27 juin 1991 à Petrozavodsk (république de Carélie, Russie).

## Biographie
Anastasiia Maksimova est sacrée championne olympique au concours des ensembles aux Jeux olympiques d'été de 2016 à Rio de Janeiro, avec ses coéquipières Vera Biriukova, Anastasia Bliznyuk, Anastasiia Tatareva, Maria Tolkacheva.
Aux Jeux européens de 2019, elle est médaillée d'or en groupe 5 ballons et médaillée de bronze en concours général en groupe.
Elle remporte la médaille d'or du concours général en groupe aux Championnats du monde de gymnastique rythmique 2019.

## Palmarès

### Jeux olympiques
- Rio 2016
  -  médaille d'or au concours des ensembles par équipes

### Championnats du monde
- Mie 2009
  -  médaille d'or en groupe 5 cerceaux
  -  médaille de bronze en groupe 3 rubans + 2 cordes
  -  médaille de bronze au concours général en groupe

- Kiev 2013
  -  médaille d'or en groupe 2 rubans + 3 ballons
  -  médaille de bronze au concours général en groupe

- Izmir 2014
  -  médaille d'or en groupe 2 rubans + 3 ballons

- Stuttgart 2015
  -  médaille d'or au concours général en groupe
  -  médaille d'or en groupe 6 massues + 2 cerceaux
  -  médaille d'argent en groupe 5 rubans

- Bakou 2019
  -  médaille d'or au concours général en groupe
  -  médaille d'or en groupe 3 ballons + 4 massues
  -  médaille de bronze en groupe 5 ballons

### Championnats d'Europe
- Bakou 2014
  -  médaille d'or au concours général en groupe
  -  médaille d'or en groupe 2 rubans + 3 ballons
  -  médaille d'argent en groupe 10 massues

- Holon 2016
  -  médaille d'or au concours général en groupe

- Varna 2021
  -  Médaille d'or par équipe.
  -  Médaille d'or au concours général en groupe.
  -  Médaille d'argent en groupe 5 ballons.

### Jeux européens
- Bakou 2015
  -  médaille d'or au concours général en groupe
  -  médaille d'or en groupe 5 rubans

- Minsk 2019
  -  médaille d'or en groupe 5 ballons
  -  médaille de bronze au concours général en groupe